# Georg Buck
Georg Buck (* 28. Dezember 1932; † 1. August 2022) war ein deutscher Fußballspieler. Für die TSG Ulm 1846 lief er in 55 Spielen in der Oberliga Süd auf, dabei blieb er im Erstligafußball ohne eigenen Treffer.

## Sportlicher Werdegang
Buck schloss sich nach Ende des Zweiten Weltkriegs 1945 der Jugendabteilung der TSG Ulm 1846 an. Nach dem Abstieg der Wettkampfmannschaft aus der Oberliga Süd am Ende der Spielzeit 1952/53 rückte er in die Mannschaft auf und gehörte in den folgenden Jahren in der II. Division zum engeren Kader. Nach dem Wiederaufstieg 1958 spielte er bis zum erneuten Abstieg 1961 und dem anschließenden direkten Wiederaufstieg nochmals in der Spielzeit 1962/63 vornehmlich als defensiv ausgerichteter Mittelläufer für die „Spatzen“ an der Seite von Spielern wie Manfred Paul, Dieter Wirthwein, Manfred Ruoff, Fritz Mohring, Helmut Stocker, Hans Faltermeier sowie den Deißler-Brüdern Rolf und Ortwin in der seinerzeit höchsten Spielklasse. Nach der verpassten Qualifikation für die neu eingeführte Bundesliga gehörte er noch zum Regionalliga-Kader der Süddeutschen.
|
Nach dem Ende seiner aktiven Laufbahn blieb Buck dem 1970 mit dem 1. SSV Ulm 1928 zum SSV Ulm 1846 fusionierten Klub treu, ab 1980 war er Mitglied der Tennisabteilung. Dort stand er regelmäßig Tennisfreizeitmannschaft beim Freizeitkick zwischen den Pfosten.
2008 gehörte Buck anlässlich einer Ausstellung zur Vereinsgeschichte des SSV Ulm beim „Tag der Tradition“ neben seinen vormaligen Mannschaftskameraden Bruno Baumeister und Walter Gauß zu den Ehrengästen, die aus ihrer aktiven Zeit berichteten.